# Partido Demócrata-Republicano (Estados Unidos)

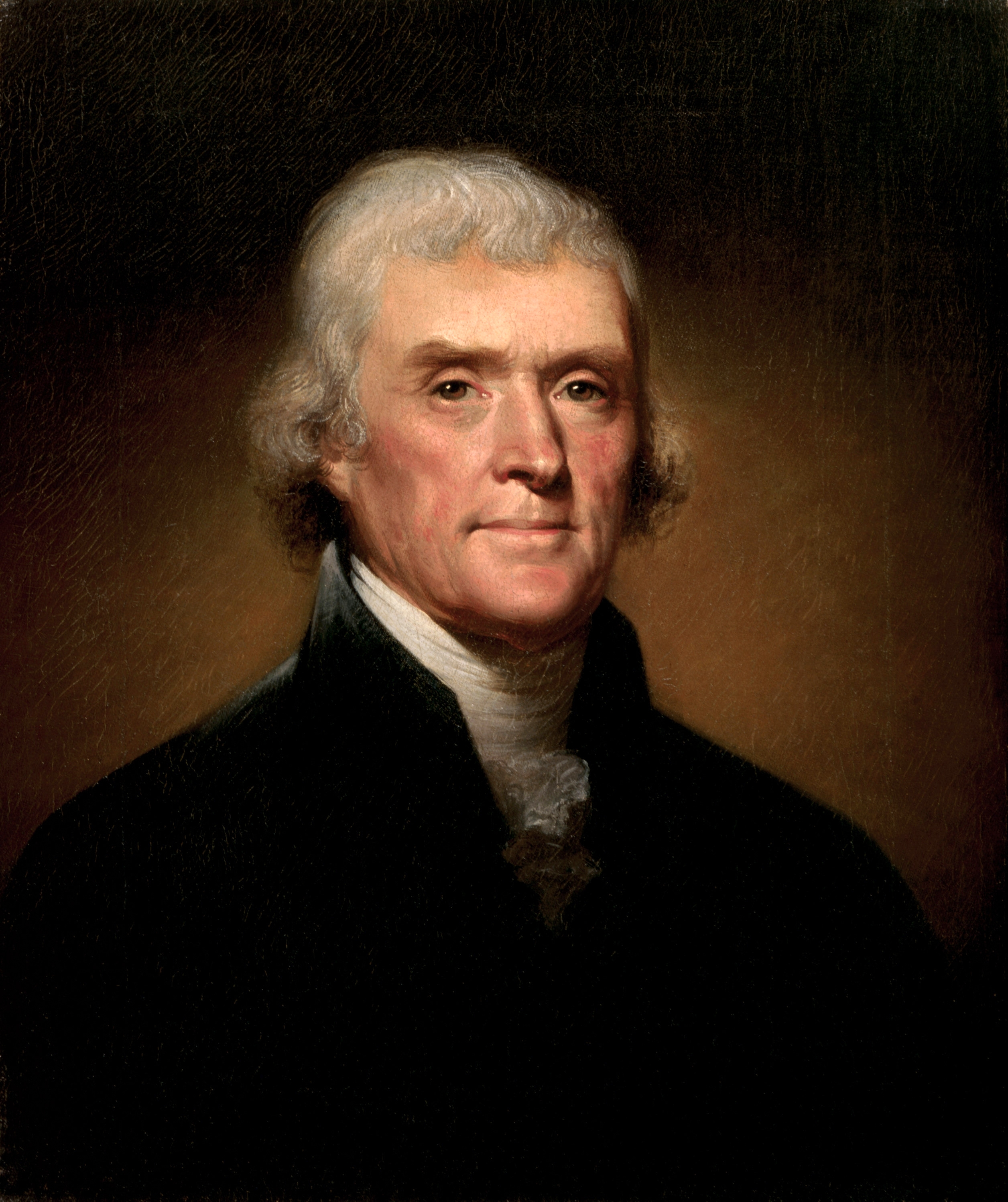
Thomas Jefferson.

El Partido Republicano, conocido retroactivamente como el Partido Demócrata-Republicano (también denominado por los historiadores como el Partido Republicano Jeffersoniano), fue un partido político estadounidense fundado por Thomas Jefferson y James Madison a principios de la década de 1790. Defendía el liberalismo, el republicanismo, la libertad individual, la igualdad de derechos, la descentralización, el libre mercado, el libre comercio y el agrarismo. En política exterior era hostil a Reino Unido y simpatizaba con la Revolución francesa. El partido se volvió cada vez más dominante después de las elecciones de 1800, cuando el partido opositor, el Partido Federalista, se derrumbó.
El creciente dominio sobre la política estadounidense condujo a crecientes divisiones faccionales dentro del partido. Los viejos republicanos, liderados por John Taylor de Caroline y John Randolph de Roanoke, creían que las administraciones de Jefferson, Madison y Monroe (y los congresos liderados por Henry Clay) habían traicionado de alguna manera los "Principios de 1800" republicanos al expandir el tamaño y el alcance del gobierno nacional. Los republicanos se dividieron durante las elecciones presidenciales de 1824. Aquellos que pedían un retorno a los principios fundadores más antiguos del partido eran a menudo denominados "republicanos demócratas" (más tarde demócratas), mientras que aquellos que adoptaban los principios nacionalistas más nuevos del "Sistema Americano" eran a menudo denominados Republicanos Nacionales (más tarde whigs).
El Partido Republicano se originó en el Congreso para oponerse a las políticas nacionalistas e intervencionistas de Alexander Hamilton, quien se desempeñó como Secretario del Tesoro durante la presidencia de George Washington. Los republicanos y el opositor Partido Federalista se volvieron más cohesivos durante el segundo mandato de Washington, en parte como resultado del debate sobre el Tratado de Jay. Aunque fue derrotado por el federalista John Adams en las elecciones presidenciales de 1796, Jefferson y sus aliados republicanos llegaron al poder después de las elecciones de 1800. Como presidente, Jefferson presidió una reducción de la deuda nacional y el gasto gubernamental, y completó la compra de Luisiana con Francia.

## Fundación del partido
Aunque Thomas Jefferson era un miembro importante del gobierno de George Washington (el "Padre de la Patria" y primer Presidente de los Estados Unidos), ya que era nada menos que su Secretario de Estado; muy pronto empezó a tener serios desacuerdos con la política de Washington, especialmente con la política económica del Secretario del Tesoro, Alexander Hamilton. Como resultado Jefferson, junto con James Madison, fundó un partido político para oponerse a las políticas de la Administración de Washington; aunque Jefferson procuraba no atacar directamente a la persona de Washington debido a la devoción que despertaba este entre el pueblo.
El mismo año de la fundación del partido (1792) hubo elecciones presidenciales, pero el partido no presentó ningún candidato presidencial para no contradecir el aplastante sentimiento nacional favorable a reelegir a Washington por unanimidad (lo que ocurrió fácilmente).
Sin embargo, según el sistema constitucional de la época (que varios años después fue cambiado por la Duodécima Enmienda a la Constitución de los Estados Unidos) los funcionarios denominados Electores, nombrados por los Estados para elegir al Presidente, debían usar un sistema de "doble voto".
Cada Elector debía depositar dos votos para dos candidatos diferentes para el mismo cargo de Presidente de los Estados Unidos; un voto era para su candidato favorito, y el otro voto era para su segunda opción. Contados los votos salía elegido el que hubiera reunido el mayor número de votos mediante una compleja suma de los sufragios de "primera opción" y los de "segunda opción", y el que llegaba de segundo quedaba elegido Vicepresidente.
Este sistema permitía que el Partido Demócrata-Republicano pudiera presentar un candidato a Vicepresidente de los Estados Unidos al mismo tiempo que votaba por Washington; solo era necesario que los electores demócrata-republicanos votaran por Washington como su primera opción para Presidente, y que votaran por un candidato demócrata-republicano como su segunda opción, con el propósito de que este llegase segundo detrás de Washington y se convirtiera en Vicepresidente electo.
Así el candidato demócrata-republicano sería técnicamente candidato a Presidente, pero en la práctica sería candidato a Vicepresidente porque sus propios compañeros de partido solo lo seleccionarían como "segunda opción" presidencial para que de esta manera obtuviera el segundo lugar y de acuerdo a las normas fuera investido Vicepresidente. El candidato a Vicepresidente de los demócrata-republicanos fue George Clinton; pero en las elecciones de noviembre de 1792 fue finalmente derrotado por John Adams (el candidato del Partido Federalista). 
Inevitablemente Jefferson, en su condición de líder de la oposición, no pudo continuar mucho tiempo más en el Gobierno y en 1793 debió renunciar al puesto de Secretario de Estado; lo que favoreció la polarización entre su partido y el Partido Federalista, fundado por los partidarios de Washington y Hamilton para defender su Gobierno.
El Partido Demócrata Republicano representaba la filosofía o ideología del antifederalismo, la ideología que defendía los derechos de los Estados de los Estados Unidos frente al Gobierno Federal (nacional o central); Jefferson y sus partidarios hacían una interpretación de la Constitución de los Estados Unidos que restaba poderes al Gobierno Federal y en cambio aumentaba la autonomía de los Estados. Por el contrario, los partidarios de Washington hacían una interpretación de la Constitución que aumentaba el poder del Gobierno Federal y reducía la autonomía de los estados, y por eso se llamaban Federalistas (en Estados Unidos se llama federalistas a los que son relativamente centralistas en un país federalista radical como es Estados Unidos, al contrario del resto del mundo donde se llama federalistas a los que luchan por el federalismo contra un régimen centralista).
Los miembros del Partido Federalista llamaban despectivamente "Demócratas" a los miembros del partido de Jefferson, con la intención de identificarlos con los partidarios más radicales de la Revolución francesa que en ese momento sembraban el terror en Francia; buscando así atemorizar a los electores norteamericanos con la perspectiva de que el país viviera un caos similar al de Francia.
Los miembros del partido de Jefferson respondían haciéndose llamar a sí mismos "Republicanos", para identificarse con los patriotas que habían luchado contra la monarquía inglesa por la independencia de Estados Unidos; el nombre también tenía un doble sentido, al querer significar que hacían oposición a un régimen encabezado por un líder con ínfulas de Rey (en alusión a Washington, lo que ofendió al Padre de la Patria norteamericana). También se debía a que los miembros del partido de Jefferson le atribuían a Alexander Hamilton y sus partidarios la intención real de convertir el sistema de gobierno estadounidense en una monarquía constitucional que permitiera consolidar un régimen aristocrático del agrado de Hamilton; algo que rechazaban Jefferson y sus partidarios. 
El resultado fue que algunas personas combinaron ambos nombres para llamar al partido "Demócrata-Republicano". Pero no fue sino hasta después de 1820 (en los últimos años del partido) que este nombre se impuso, y antes de ese año era más común llamarlo simplemente "Republicano".
En sus inicios también fue conocido como el "Partido Jeffersoniano" o simplemente como "los jeffersonianos".
En aquellos primeros años de su existencia, había otra importante fuente de conflicto entre el partido y sus rivales federalistas, y era la política exterior de Estados Unidos en relación con Francia y Gran Bretaña. Jefferson y su partido simpatizaban con la Francia revolucionaria y por eso denunciaban la política de la administración de Washington impulsada por Hamilton; ya que alegaban que, aunque esa política pretendía defender una estricta neutralidad de Estados Unidos en el conflicto entre la Francia revolucionaria y republicana por un lado y la Gran Bretaña aristocrática y monárquica por el otro, la realidad es que se inclinaba a favor de Inglaterra en perjuicio de Francia. El intenso y polarizado debate sobre el Tratado Jay entre Estados Unidos y Gran Bretaña ayudó a fortalecer el partido; ya que los republicanos de Jefferson denunciaron el tratado en una vigorosa campaña popular y lucharon hasta el último momento para evitar su ratificación, aunque no lo lograron. 
El partido utilizó algunas estrategias novedosas para la época, como fundar una red de periódicos para hacer campaña permanente contra el Gobierno de Washington; con tanta virulencia que en ocasiones se lanzaban duras expresiones contra el propio Washington (a pesar del cuidado que ponía el propio líder del partido de no atacar a su antiguo jefe). Estas estrategias pronto serían copiadas por sus rivales políticos.

## El camino al poder
Cuando Washington rehusó la posibilidad de postularse para un tercer mandato consecutivo como Presidente, el Partido Demócrata-Republicano vio abiertas las puertas para intentar llegar al poder. En las elecciones presidenciales de 1796 el partido postuló como su candidato presidencial a su fundador, Thomas Jefferson; por su parte el Partido Federalista postuló a John Adams, que era en esos momentos el Vicepresidente de los Estados Unidos.
Según las normas de la época, en la mayoría de los Estados eran las Legislaturas Estatales (Asambleas Legislativas) de los estados las que debían elegir a las personas que tendrían los cargos de Electores de los estados; y a su vez éstos electores elegirían al Presidente. Por lo tanto, era mayormente una elección parlamentaria indirecta y el sufragio popular directo estaba casi ausente. 
De todas maneras Adams obtuvo el 53,4% de esos escasos votos populares (contra 46,6% de Jefferson) y el apoyo de la mayoría de los legisladores estatales, por lo que ganó la elección y fue nombrado presidente.
Pero, como ya hemos explicado al hablar de la candidatura de George Clinton en 1792, el sistema de elección establecido por las normas constitucionales vigentes para ese entonces era muy complejo; con la modalidad del doble voto de primera y segunda opción, y con la regla de que el que llegaba de segundo se convertía en Vicepresidente.
Los electores federalistas debían entregar todos sus votos de segunda opción a un solo candidato federalista sí querían que fuera elegido Vicepresidente (ya que los votos de primera opción debían ser obviamente para Adams); pero cometieron el error de dividir sus votos de segunda opción entre varios candidatos. El resultado fue que el segundo lugar en la elección presidencial correspondió a Jefferson, y por lo tanto este quedó elegido Vicepresidente de la República. Y de esta manera Jefferson se convirtió en el vicepresidente de su rival político, John Adams.
Durante los siguientes cuatro años el líder de la oposición fue el vicepresidente de un gobierno al que atacaba enérgicamente.

## Un largo predominio (1801-1825)
En el año 1800 se celebraban de nuevo elecciones presidenciales y Adams era candidato a la reelección contra su vicepresidente Jefferson que era candidato del opositor Partido Demócrata-Republicano.
Esta vez el ganador fue Jefferson, que arrasó con el voto popular (en los lugares donde aquel era utilizado en comicios presidenciales) al obtener el 61,4% de los mismos contra 38,6% de Adams, más una mayoría en las Legislaturas estatales. El hecho fue tachado de "Revolución" en su momento, por lo que significaba de ruptura con el orden político anterior ya que iniciaba el primer sistema bipartidista de Estados Unidos; por eso se conoce como la "Revolución de 1800". Al tomar posesión en marzo de 1801 Jefferson se convirtió en el tercer presidente de Estados Unidos; dando inicio al largo período de predominio del Partido Demócrata-Republicano.
Jefferson sería reelegido en 1804 para un segundo período que comenzó en 1805; en 1808 fue elegido Presidente el candidato demócrata-republicano James Madison, que para ese momento era el Secretario de Estado de Jefferson.
El Partido Demócrata-Republicano, como todos los partidos de la época, era dominado por una élite selecta de dirigentes; la consulta a las bases del partido por medio de elecciones primarias internas era una idea absolutamente desconocida entonces. La elección del candidato presidencial del partido era hecha por el Caucus demócrata-republicano en el Congreso; es decir, por el grupo parlamentario formado por todos los senadores y representantes (diputados) del Congreso de los Estados Unidos que pertenecían al Partido Demócrata-Republicano. Estos congresistas se reunían en asamblea y elegían al candidato del partido a presidente de los Estados Unidos.
Pero a partir de la elección de Madison se impuso una especie de norma no escrita o costumbre de que el candidato debía ser el Secretario de Estado del Gobierno saliente; de esta manera los congresistas eligieron a Madison (Secretario de Estado de Jefferson), y cuando Madison terminaba su segundo Gobierno (fue reelegido en 1812 para el período 1813-1817) respetaron la tradición nombrando candidato a James Monroe, que era el Secretario de Estado de Madison. Monroe ganó las elecciones de 1816 y gobernó de 1817 a 1825, ya que fue reelegido en 1820.
Como resultado, cuando un presidente demócrata-republicano nombraba a su Secretario de Estado (figura equivalente a un Ministro de Asuntos o Relaciones Exteriores) también estaba nombrando al futuro candidato presidencial de su partido; y como la victoria estaba casi asegurada, estaba nombrando en realidad a su sucesor presidencial.
La facilidad con que el Partido Demócrata-Republicano ganaba las elecciones se debía al hecho de la creciente debilidad del Partido Federalista, que era prácticamente el único de la oposición; después de haber perdido el poder que ejercieron con Washington y Adams, los federalistas solo tuvieron apoyo popular en los Estados que formaban la región de Nueva Inglaterra. Los electores de esos Estados eran los únicos que apoyaban mayoritariamente al Partido Federalista, ya que sentían que el mismo defendía sus intereses regionales; por el contrario, el resto del país (más poblado) sentía que la excesiva identificación de los federalistas con los intereses de la región de Nueva Inglaterra era contraria a sus propios intereses y por eso apoyaba a los demócratas-republicanos. 
Por lo tanto, el Partido Demócrata-Republicano tenía la mayoría de sus apoyos entre los plantadores del sur y los agricultores pobres del sur y del oeste; no obstante, también encontró un buen caladero electoral entre los cultivadores de grano de Nueva Inglaterra y los Estados del Atlántico medio, «siendo el eje Nueva York-Virginia el que sustentó la victoria del Partido Republicano en 1800.»
El partido se benefició enormemente de la generalización del sufragio universal masculino blanco a partir de la primera década del siglo XIX. A la altura del año 1828 ya solo Rhode Island, Lousiana, Virginia y el Senado de Carolina del Norte mantenían requisitos de propiedad para poder votar. Esto posibilitó que el Partido Demócrata-Republicano creciera más allá de sus núcleos tradicionales del sur y el oeste. Si hasta entonces el partido se había limitado a ser el «vehículo de representación nacional de los intereses territoriales de cada Estado –plantadores en el sur, agricultores pobres del sur y del oeste, expansionistas en el oeste–, que ocultaban los conflictos sociales», con el éxito del sufragio universal masculino en el noreste y el Atlántico medio, bastiones federalistas, los demócrata-republicanos encontraron su hueco en esas regiones erigiéndose en los representantes de las clases populares frente a la élite comercial y manufacturera, y en los paladines de las reformas políticas y sociales.

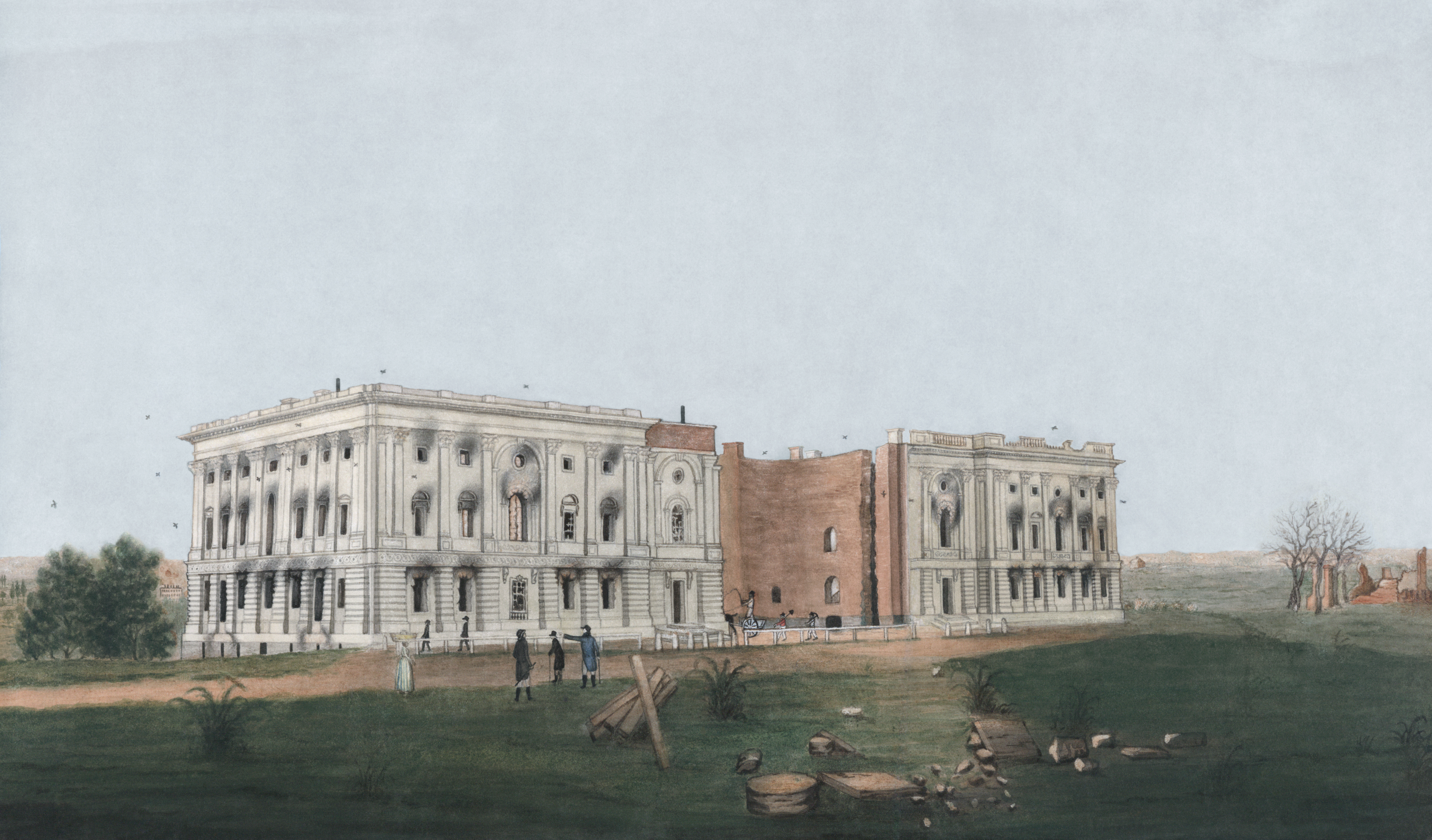
El Capitolio estadounidense, aún no terminado, fue incendiado por los británicos el 24 de agosto de 1814.

Durante la guerra anglo-estadounidense de 1812, que enfrentó a la joven república con su antigua metrópoli, se despertó un fervor popular patriótico que pasó una elevada factura al Partido Federalista, ya que este mantuvo la misma postura probritánica de la época de Adams y la Revolución Francesa y, por lo tanto, se opuso al enfrentamiento con Inglaterra. Aunque el resultado bélico fue incierto, en los Estados Unidos fue tomado como una victoria, lo que dio inicio a una etapa de auténtica hegemonía del Partido Demócrata-Republicano. El primer sistema de partidos estadounidense llegaba a su fin.
Mientras más tiempo pasaban en la oposición, más débiles se hacían los federalistas; y el control demócrata-republicano se hacía más sólido. Al final el Partido Federalista se desintegró y desapareció dejando al Partido Demócrata-Republicano sin una oposición fuerte y organizada; solamente quedaron opositores aislados y solitarios, ex-federalistas que quedaron huérfanos de partido y actuaban como independientes. 
Desaparecido uno de los dos partidos, las agrias e intensas disputas políticas de las décadas anteriores desaparecieron con él, dándose inicio una etapa de calma en la vida política estadounidense que ha pasado a la historia como la "Era de los buenos sentimientos".
Cabe destacar como los hechos más importantes dentro de este largo período de dominación del Partido Demócrata-Republicano, los siguientes dos hechos: la Compra de Luisiana, por la cual el país aumentó en más de dos millones de kilómetros cuadrados su territorio nacional; y la citada guerra anglo-estadounidense de 1812, que enfrentó por segunda vez a Estados Unidos y a Gran Bretaña (la primera vez fue la guerra de Independencia de los Estados Unidos de 1775 a 1783) terminando en un "empate técnico" donde ningún país pudo cantar victoria sobre el otro.

## Una muerte súbita: el abrupto final del partido y su legado
En las elecciones presidenciales de 1820 los demócratas-republicanos ni siquiera tuvieron oposición; ya que el Caucus federalista (la asamblea de los parlamentarios del Congreso afiliados al Partido Federalista) no postuló a ningún candidato presidencial. En consecuencia, el presidente Monroe (demócrata-republicano) fue reelecto casi por unanimidad (uno solo de los Electores designados por los Estados votó en contra de Monroe).
En esas mismas elecciones el Partido Demócrata-Republicano obtuvo el 82,9% de los cargos de Representantes (diputados) en la Cámara de Representantes del Congreso de los Estados Unidos; es decir, 155 de los 187 representantes eran demócrata-republicanos.
Con un dominio tan aplastante y una oposición casi inexistente parecía que el partido estaba en su apogeo; pero en muy corto tiempo las cosas cambiarían dramáticamente.
En aquella época la mayoría de los Estados estaban reformando sus leyes estatales para que fueran los propios ciudadanos y no las Legislaturas Estatales los que eligieran a los funcionarios denominados Electores presidenciales; que tenían a su vez la responsabilidad de elegir al Presidente de la nación. En otras palabras, se buscaba convertir un sistema de elección presidencial de Tercer Grado a uno de Segundo Grado; permitiendo así que fuera el sufragio popular directo el que definiera la composición del Colegio Electoral encargado de designar al Presidente federal (nacional).
Darle a todos los ciudadanos independientemente de su clase social, nivel económico o grado de educación (con la sola excepción de las mujeres y de los negros, tanto los esclavos como los libertos) una participación tan directa y decisiva en la elección presidencial era un cambio revolucionario; una ruptura con la filosofía de los padres de la patria norteamericana que desconfíaban del sufragio popular directo, y por eso le habían puesto tantas "alcabalas". Pero también fue el principio del fin para el viejo partido de Jefferson.
Como los aspirantes presidenciales podían apelar directamente al pueblo, valiéndose de su carisma y de campañas populistas; necesitaban mucho menos de los pactos entre dirigentes a "puertas cerradas". Muy pronto hubo cuatro pretendidos dirigentes demócrata-republicanos disputándose la Presidencia; se trataba del General Andrew Jackson, el máximo héroe de la Guerra de 1812 y un carismático pero controvertido líder popular; John Quincy Adams, Secretario de Estado de Monroe e hijo del expresidente John Adams, que después de haber comenzado su carrera política como miembro del Partido Federalista de su padre se había cambiado de partido para militar en el Demócrata-Republicano; William H. Crawford, Secretario del Tesoro (Hacienda y/o Economía) de Monroe; y Henry Clay, para ese momento Speaker de la Cámara de Representantes (cargo equivalente a Presidente de esa Cámara del Congreso).
Pronto estalló una "guerra" a muerte dentro del partido entre las diferentes facciones que apoyaban a los citados candidatos; tanto así que aunque el partido aumentó el número de representantes (diputados) al Congreso en las elecciones parlamentarias de 1822 hasta llegar a acaparar el 88,7% de los escaños; en la práctica esa mayoría se diluyó porque los representantes se dividieron en grupos rivales leales a los diversos candidatos presidenciales.
Cuando el Caucus demócrata-republicano escogió candidato presidencial a William Crawford (rompiendo con la tradición, al no elegir a Adams que era el Secretario de Estado); nadie le dio importancia a la decisión porque la unidad del partido ya había sido destruida, y de hecho la organización se había dividido.
Crawford recibió el importante apoyo de los expresidentes Jefferson y Madison, que hasta hacía poco tiempo conservaban una gran influencia en su condición de fundadores del partido; pero su apoyo no pudo ayudar mucho a Crawford contra la avasallante popularidad de Jackson y el nada despreciable apoyo que tenía Adams entre el público. Jefferson solo pudo contemplar impotente el proceso de desintegración del partido que había fundado y llevado al poder.
La poderosa maquinaria del partido en el Estado de Nueva York, que había sido clave en las victorias demócrata-republicanas del pasado; se pasó integra al bando de Jackson. El país estaba dividido geográficamente en relación con los candidatos: los Estados del Sur apoyaban mayoritariamente a Jackson, al igual que la región central del Atlántico; Adams era fuerte en el Noreste de Estados Unidos; Clay en partes del Oeste; y Crawford en el litoral del Sureste.

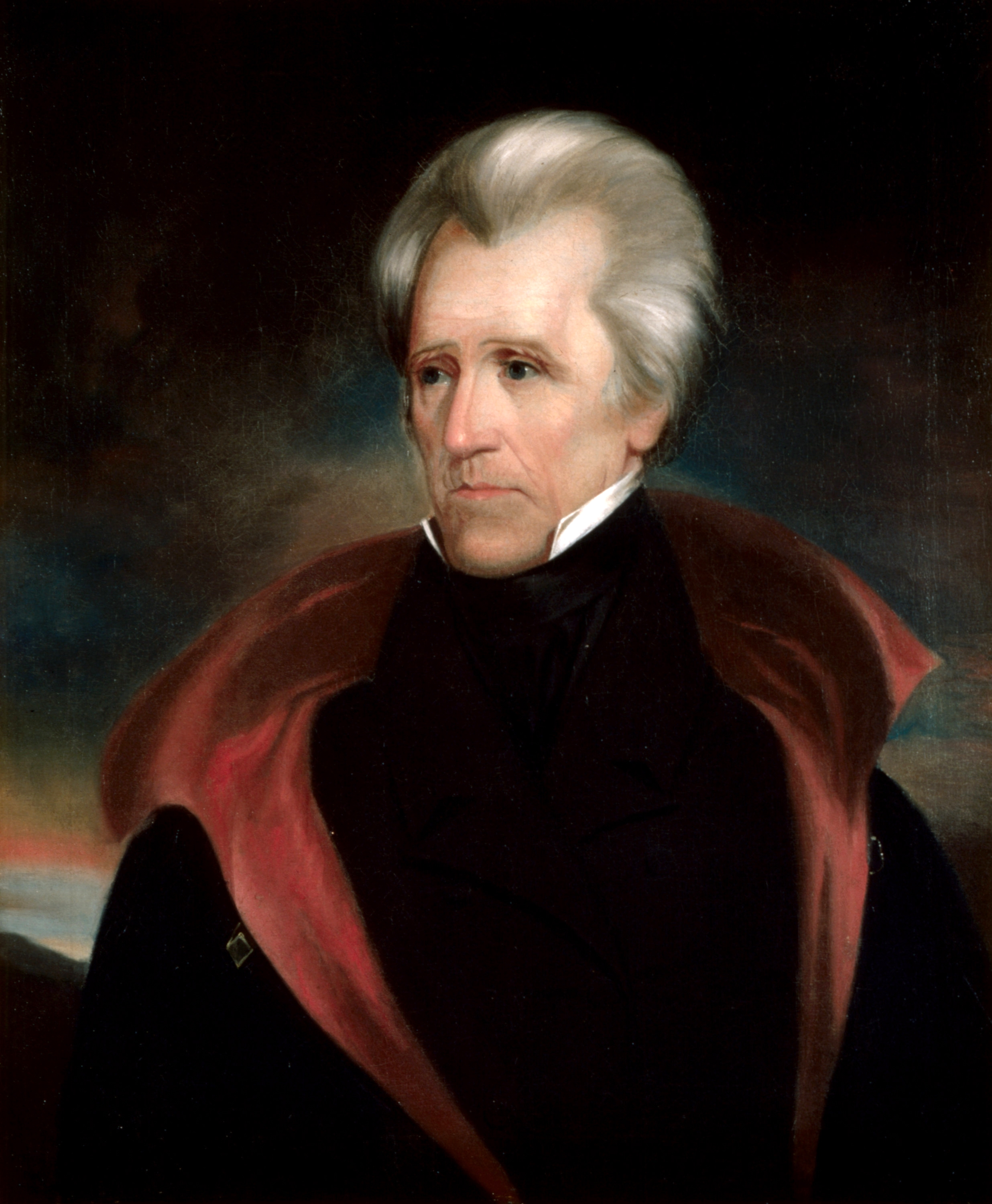
La polémica figura de Andrew Jackson (1829-1837) partió en dos al Partido Demócrata-Republicano. De esta fractura surgirían dos nuevas formaciones: el Partido Nacional-Republicano, precursor del Partido Whig, fue una de ellas, la de los opositores a Jackson. Sus partidarios, por su parte, fundaron el Partido Demócrata de los Estados Unidos, aún existente, como instrumento electoral para llegar al poder. Con esta división del viejo partido de Jefferson terminó la "Era de los buenos sentimientos", en la que no había habido más que un único partido en el país. A partir de entonces, la lucha bipartidista no abandonaría nunca la política estadounidense.

La división y polarización en el seno del moribundo Partido Demócrata-Republicano se trasladó a los antiguos federalistas; había federalistas que apoyaban a Jackson, otros que estaban con Adams, etc. Paradójicamente, un demócrata-republicano que apoyaba a Jackson era aliado de los federalistas simpatizantes de Jackson y enemigo de sus excompañeros de partido que apoyaban a los otros candidatos.
Cuando se celebró la elección el día 9 de noviembre de 1824, Jackson obtuvo 151.363 votos (otras fuentes hablan de hasta 153.544 votos) que representaban un 41,36% de los votos populares; mientras que Adams obtuvo entre 108.740 y/o 113.142 votos (alrededor de un 30,92% del voto popular); Clay llegó de tercero en el sufragio popular con 47.545 votos o 47.136 (12,99% del voto popular); y Crawford fue el menos votado con 41.032 votos o 46.618 (11,21% de ese sufragio popular). Otros 6.616 votos populares (1,81%) fueron para nominados a Electores demócratas-republicanos no comprometidos previamente con ningún candidato presidencial; y 6.230 votos populares (1,70%) a otras opciones.
Sin embargo, en el Colegio Electoral las cosas fueron algo diferentes: Jackson tenía 99 Electores, Adams 84, Crawford 41, y Clay 37. Como ninguno tenía mayoría absoluta en ese Colegio Electoral, según las normas constitucionales la Cámara de Representantes de los Estados Unidos debía elegir al nuevo Presidente entre los tres candidatos que reunían más apoyo en el Colegio Electoral; es decir, entre Jackson, Adams y Crawford (quedando eliminado Clay).
En la Cámara de Representantes los congresistas de cada Estado debían decidir a que candidato darle el voto de su Estado respectivo, ya que de acuerdo a la Constitución en la elección cada Estado tenía un voto; y una vez tomada la decisión por la mayoría de la delegación congresional del Estado su voto iba para el candidato escogido. Clay, al verse eliminado de la contienda presidencial, llegó a un acuerdo con Adams por el cual este último se comprometía a nombrarle Secretario de Estado a cambio de su apoyo para ser electo Presidente; en consecuencia, Clay usó su poderosa influencia en el Cámara de Representantes y Adams fue elegido Presidente con el apoyo de 13 estados contra 7 que apoyaron a Jackson y 4 a Crawford.
Jackson y sus partidarios denunciaron lo que consideraban una vergonzosa componenda política destinada a "robarle" la victoria al pueblo; y de hecho resultaba bastante irónico que en la primera elección por sufragio popular el ganador fuera designado por un acuerdo político que dejaba por fuera al candidato más votado y beneficiaba al que había perdido en votos populares.
Si la compleja y divisiva campaña electoral había matado al Partido Demócrata-Republicano; el resultado significó su definitivo funeral y entierro sin posibilidad alguna de resurrección. Las heridas no podían ser curadas, y nadie tenía interés en reconciliar a las facciones enfrentadas; más bien el enfrentamiento se agudizó, porque los antiguos demócratas-republicanos que apoyaban a Jackson decidieron hacer una oposición encarnizada al Gobierno de Adams mientras sus excompañeros de partido que seguían a Adams y a Clay estaban dispuestos a defenderse y a aplastar a Jackson en el proceso.
Jackson y sus partidarios fundaron de hecho un nuevo partido, que no tenía al principio un nombre definido; pero que con el tiempo se conocería como el Partido Demócrata de los Estados Unidos. Adams y Clay hicieron otro tanto; fundando un partido que se conoció como el Partido Nacional-Republicano. Pocos años después el partido de Adams y Clay fracasó y desapareció; pero muchos de sus miembros, encabezados por Clay, fundarían el Partido Whig de los Estados Unidos (que a su vez sería el precursor del actual Partido Republicano).
El legado del Partido Demócrata-Republicano está muy presente, porque es el precursor directo del actual Partido Demócrata; incluso la versión aceptada por muchos demócratas es la de que su partido es el mismo partido fundado por Jefferson, y que Jackson solamente lo refundó y le cambió el nombre. Pero muchos historiadores no consideran correcta esta interpretación; ya que el nuevo partido fundado por Jackson era radicalmente diferente en su organización y postulados al partido de Jefferson. Además consideran que no había nada que "refundar"; puesto que el partido murió desintegrado por la división que causó en sus filas la campaña electoral, y muchos de sus miembros no se integraron al partido de Jackson sino al de sus enemigos políticos Adams y Clay. A lo sumo, se puede considerar al Partido Demócrata una "división" del Partido Demócrata-Republicano; pero en cualquier caso el legado es innegable.
Pero lo más llamativo es que el Partido Republicano (el gran rival del Demócrata) también reivindicó el legado demócrata-republicano en el momento de su fundación; de hecho el nombre Republicano fue escogido por los fundadores de ese partido como un homenaje a la figura del ya fallecido Jefferson (que con los años se había transformado en una figura inspiradora para los enemigos de la esclavitud de los negros, a pesar de que él siempre fue dueño de esclavos). Además, sí tomamos en cuenta que el «padre» del Partido Republicano fue el Partido Whig; y que este a su vez fue «hijo» del efímero partido fundado por Adams y Clay con una gran parte de los «restos» del Partido Demócrata-Republicano, encontramos un legado menos directo y fuerte que el del Partido Demócrata pero también innegable (de todas maneras a los republicanos actuales no les interesa destacar ese legado).

## Presidentes Demócrata-Republicanos de Estados Unidos
1. Thomas Jefferson (1801-1809)
2. James Madison (1809-1817)
3. James Monroe (1817-1825)
4. John Quincy Adams (1825-1829)[n. 2]